# Go (2001)
Go is een Japanse dramafilm uit 2001 onder regie van Isao Yukisada (行定 勲). Hij baseerde het verhaal op dat uit een roman van Kazuki Kaneshiro (金城 一紀). De film won meer dan veertig prijzen, waaronder tien Japanse Academy Awards (onder meer die voor beste script, beste regisseur, beste cinematografie, beste hoofdrolspeler en beste hoofdrolspeelster) en drie Blue Ribbon Awards. Go was de Japanse inzending voor de categorie beste niet-Engelstalige film van de Academy Awards 2002, maar werd niet genomineerd.

## Verhaal
Sugihara (Yôsuke Kubozuka) is een Japanse tiener van Koreaanse komaf die opgroeit in Japan. Hij zat op een Koreaanse basisschool, maar gaat nu naar een Japanse middelbare school. Hij voelt zich een buitenlander in zijn eigen land en krijgt daarbovenop te maken met typische tienerproblemen wanneer hij verliefd wordt op de Japanse Sakurai Tsubaki (Kô Shibasaki).